# Sophie Marceau
Sophie Marceau, właśc. Sophie Danièle Sylvie Maupu (ur. 17 listopada 1966 w Paryżu) – francuska aktorka filmowa, reżyserka, scenarzystka, pisarka i piosenkarka. Laureatka Cezara.

## Życiorys

### Młodość
Urodziła się w Paryżu jako drugie dziecko Simone (z domu Morisset), sprzedawczyni w domu towarowym, i Benoîta Maupu, algierskiego weterana wojennego, który później znalazł pracę jako kierowca ciężarówki. Dorastała wraz z młodszym o trzy lata bratem Sylvanem. Kiedy miała dziewięć lat, doszło do separacji rodziców. Po rozwodzie rodziców zamieszkała z ojcem w dzielnicy Gentilly. Uczęszczała do paryskiej szkoły teatralnej École Florent.

### Kariera
Zadebiutowała w wieku 14 lat główną rolą w młodzieżowym filmie Claude’a Pinoteau Prywatka (1980). Film stał się przebojem we Francji, co ułatwiło jej karierę aktorską. Za rolę w filmie Prywatka 2 (1982) otrzymała w 1983 nagrodę Cezara dla najbardziej obiecującej aktorki.
Zagrała w filmie Andrzeja Żuławskiego Narwana miłość (1985), a rolą w tej produkcji rozpoczęła wieloletnią współpracę z polskim reżyserem.
Jej pierwszą anglojęzyczną rolą była postać księżniczki Isabelle w Braveheart. Waleczne serce (1995) Mela Gibsona.
W 1995 zadebiutowała jako reżyserka i scenarzystka filmu krótkometrażowego Świt na opak. Za reżyserię pełnometrażowego filmu Pomówmy o miłości (2002) otrzymała nagrodę na Festiwalu Filmowym 2002 w Montrealu.
Dwukrotnie wybrana najpiękniejszą kobietą świata. Była na okładkach m.in. „Paris Match”, „Bravo”, „Ekran”, „Film”, „Femina”, „Elle”, „Grazia”, „Vogue”, „Marie Claire”, „Zwierciadło”, „Lui”, „Pani”, „L’Officiel”, „Glamour”, „Tatler”, „Gala”, „Max”, „Viva!” czy „Amica”.
2 grudnia 2006 prowadziła wraz z Maciejem Stuhrem galę wręczenia Europejskich Nagród Filmowych w Warszawie. Zasiadała w jury konkursu głównego na 68. MFF w Cannes (2015).

### Działalność muzyczna
W 1981 zaśpiewała „Dream in blue” w duecie z François Valéry. Piosenka okazała się hitem na listach przebojów zimą 1981/1982. W 1985 wydała album Certitude z dziewięcioma piosenkami.
30 stycznia 2014 zaśpiewała „La vie en rose” z repertuaru Édith Piaf z chińskim piosenkarzem Liu Huanem z okazji wielkiej gali chińskiego Nowego Roku. W 2016 brała udział w nagraniu singla „Liberté” na rzecz Restos du cœur. Wykonała też utwory na płytach: More Music from Braveheart (1997), 30 Declarations d’Amour (1998) i J’Aime Les Stars en Duo (2000).

## Życie prywatne
Od lipca 1982 do 1984 spotykała się z Pierre Cosso. W latach 1984–2001 była związana z Andrzejem Żuławskim, z którym ma syna Vincenta (ur. 24 lipca 1995). Od 2001 do czerwca 2006 była w związku z Jimem Lemley, z którym ma córkę Juliette (ur. 13 czerwca 2002 w Londynie). Od stycznia 2007 była w związku z Christopherem Lambertem, jednak 11 lipca 2014 para ogłosiła separację.

## Filmografia
- 1980: Prywatka (La boum) jako Vic
- 1982: Prywatka 2 (La boum 2) jako Vic
- 1984: Fort Saganne jako Madeleine de Saint-Ilette
- 1984: Wesołych świąt (Joyeuses Pâques) jako Julie
- 1985: Narwana miłość (L’Amour braque) jako Mary
- 1985: Policja (Police) jako Noria
- 1986: Zejście do piekieł (Descente aux enfers) jako Lola Kolber
- 1988: Studentka (L'étudiante) jako Valentine Ezquerra
- 1988: Szuani! (Chouans!) jako Céline
- 1989: Moje noce są piękniejsze niż wasze dni (Mes nuits sont plus belles que vos jours) jako Blanche
- 1990: Pacific Palisades jako Bernardette
- 1991: Pożegnalny list (Pour Sacha) jako Laura
- 1991: Błękitna nuta (La Note bleue) jako Solange Sand
- 1993: Fanfan jako Fanfan
- 1994: Córka d’Artagnana (La Fille de d’Artagnan) jako Eloïse d’Artagnan
- 1995: Braveheart. Waleczne serce (Braveheart) jako księżniczka Izabela
- 1995: Po tamtej stronie chmur (Al di là delle nuvole) jako dziewczyna
- 1997: Markiza (Marquise) jako markiza
- 1997: Anna Karenina jako Anna Karenina
- 1997: Blask ognia (Firelight) jako Elisabeth Laurier
- 1999: Sen nocy letniej (A Midsummer Night’s Dream) jako Hipolita
- 1999: Zagubione znalezione (Lost & Found) jako Lila Dubois
- 1999: Świat to za mało (The World Is Not Enough) jako Elektra King
- 2000: Wierność (La Fidélité) jako Clélia
- 2001: Belfegor – upiór Luwru (Belphégor, le fantôme du Louvre) jako Lisa / Belphégor
- 2003: Alex i Emma (Alex & Emma) jako Polina Delacroix
- 2003: Zostaję! (Je reste!) jako Marie-Dominique Delpire
- 2003: Les Clefs de bagnole jako clapman
- 2004: À ce soir jako Nelly
- 2005: Anthony Zimmer jako Chiara Manzoni
- 2007: Kobieta z Deauville (La Disparue de Deauville) jako Victoria / Lucie
- 2008: LOL (LOL (Laughing Out Loud)®) jako Anne
- 2008: Kobieta na Marsie, mężczyzna na Wenus (De l'autre côté du lit) jako Ariane Marciac
- 2008: Siła odwagi (Les Femmes de l'ombre) jako Louise Desfontaines
- 2009: Nie oglądaj się (Ne te retourne pas) jako Jeanne
- 2009: Przyjaciel u boku (L’Homme de chevet) jako Muriel
- 2010: L’Âge de raison jako Marguerite vel Margaret Flore
- 2011: Belmondo, itinéraire... (film dokumentalny) jako ona sama
- 2012: Szczęście nigdy nie przychodzi samo (Un bonheur n'arrive jamais seul) jako Charlotte Posche
- 2013: Aresztujcie mnie! (Arrêtez-moi) jako winna
- 2014: Pożądanie (Une rencontre) jako Elsa
- 2014: Sex, miłość i terapia (Tu veux ou tu veux pas) jako Judith Chabrier
- 2015: Une histoire d'âme jako Viktoria
- 2018: Mme Mills, une voisine si parfaite jako Hélène

## Odznaczenia
- 2003: Officier Orderu Sztuki i Literatury[20]